# Tunturinvuori
Tunturinvuori este o arie protejată (arie specială de conservare — SAC, sit de importanță comunitară — SCI) din Finlanda întinsă pe o suprafață de 5,6 ha, integral pe uscat.

## Localizare
Centrul sitului Tunturinvuori este situat la coordonatele 60°57′33″N 24°37′34″E / 60.9592°N 24.6261°E.

## Înființare
Situl Tunturinvuori a fost declarat sit de importanță comunitară în mai 2002 pentru a proteja un număr necunoscut de specii din flora spontană și fauna sălbatică aflate în arealul zonei. Situl a fost protejat și ca arie specială de conservare în aprilie 2015.

## Biodiversitate
Situată în ecoregiunea boreală, aria protejată conține 1 habitat natural: Păduri de conifere pe eskere fluvioglaciare sau legate la acestea.
La baza desemnării sitului se află un număr nedeclarat de specii protejate.